# 甘为群
甘为群（1960年12月—），男，江苏南京人，中国天体物理学家，中国科学院紫金山天文台研究员、博士生导师、原副台长。